# Bitwa morska pod Chalai
Bitwa morska pod Chalai - bitwa stoczona na morzu w okolicach miasta Chalai leżącego na Cejlonie 30 marca 2009 roku. 
Bitwa rozpoczęła się atakiem zaraz po północy 4 łodzi Morskich Tygrysów na okręt marynarki wojennej. W sześciogodzinnej bitwie morskiej zatopiono wszystkie jednostki separatystów i zginęło 26 Tamilów. W walce zginął jeden lankijski marynarz, trzech zostało rannych. Rebelianci używali w walce pistoletów, karabinów, a także granatów.

Wszystkie cztery łodzie Tamilów zostały zniszczone. Zabito 26 Tygrysów Morza w tym liderem rebeliantów na pokładzie. Straciliśmy jednego marynarza, z powodu ostrzału z broni palnej przez nieprzyjaciela, a także 3 funkcjonariuszy zostało rannych - Mahesh Karunarathen, rzecznik marynarki lankijskiej.

Do podobnych zdarzeń dosyć często dochodziło na morzu. Jednak rzadko kiedy morska potyczka miała tyle ofiar co ta. Bitwa wydarzyła się podczas wielkiej ofensywy wojsk rządowych. W wyniku tej operacji Tamilowie tracili swoje pozycje co doprowadziło do zakończenia 18 maja 2009 niemal 26-letniej wojny domowej na Sri Lance.